# Vida (Ricky Martin)
Vida è un singolo del cantante portoricano Ricky Martin, pubblicato il 22 aprile 2014 come secondo estratto dalla raccolta One Love, One Rhythm - The 2014 FIFA World Cup Official Album.
La canzone, scritta da Martin con Salaam Remi, Elijah King, Afo Verde e Roxana Amed, è stata selezionata dalla FIFA e da Sony Music per i mondiali di calcio 2014 attraverso un contest.

## Video musicale
Il videoclip della canzone è stato girato a Rio de Janeiro e diretto da Kátia Lund e Lívia Gama.

## Tracce
- Download digitale

1. Vida (Spanglish version) – 3:25

- EP digitale

1. Vida (Spanglish version) – 3:26
2. Vida (David Cabrera Bahia Remix) – 3:39
3. Vida (Spanish version) – 3:23
4. Vida (Portuguese version) – 3:23